# Второе правительство Черномырдина
В статье даются сведения о составе Правительства Российской Федерации под председательством В. С. Черномырдина, действовавшего в период с 14 августа 1996 года по 23 марта 1998 год, а также о реорганизациях министерств, происходивших в течение пребывания данного состава Правительства у власти.
Наименования должностей членов Правительства приводятся так, как они официально именовались.
Курсивом выделены должности, подвергшиеся переименованию, объединению или упразднению.
Список министерств, действовавших в 1996—1998 гг. см. в статье Структура федеральных органов исполнительной власти (1994—2000).
| Должность | Министр                                                                |
| --- | ---------------------------------------------------------------------- |
| Председатель Правительства Российской Федерации                                                                                   | Виктор Черномырдин (10 августа 1996 — 23 марта 1998)                   |
| Первый заместитель Председателя Правительства Российской Федерации                                                                | Анатолий Чубайс (7 марта 1997 — 23 марта 1998)                         |
| Первый заместитель Председателя Правительства Российской Федерации                                                                | Борис Немцов (17 марта 1997 — 23 марта 1998; и. о. до 28 апреля 1998)  |
| Первый заместитель Председателя Правительства Российской Федерации                                                                | Алексей Большаков (14 августа 1996 — 17 марта 1997)                    |
| Первый заместитель Председателя Правительства Российской Федерации                                                                | Виктор Илюшин (14 августа 1996 — 17 марта 1997)                        |
| Первый заместитель Председателя Правительства Российской Федерации                                                                | Владимир Потанин (14 августа 1996 — 17 марта 1997)                     |
| Заместитель Председателя Правительства Российской Федерации                                                                       | Владимир Бабичев (14 августа 1996 — 17 марта 1997)                     |
| Заместитель Председателя Правительства Российской Федерации                                                                       | Олег Давыдов (14 августа 1996 — 1 апреля 1997)                         |
| Заместитель Председателя Правительства Российской Федерации                                                                       | Александр Заверюха (14 августа 1996 — 17 марта 1997)                   |
| Заместитель Председателя Правительства Российской Федерации                                                                       | Виталий Игнатенко (14 августа 1996 — 17 марта 1997)                    |
| Заместитель Председателя Правительства Российской Федерации                                                                       | Александр Лившиц (14 августа 1996 — 17 марта 1997)                     |
| Заместитель Председателя Правительства Российской Федерации                                                                       | Олег Лобов (14 августа 1996 — 17 марта 1997)                           |
| Заместитель Председателя Правительства Российской Федерации                                                                       | Валерий Серов (14 августа 1996 — 28 февраля 1998)                      |
| Заместитель Председателя Правительства Российской Федерации                                                                       | Владимир Булгак                                                        |
| Заместитель Председателя Правительства Российской Федерации                                                                       | Анатолий Куликов (4 февраля 1997 — 23 марта 1998)                      |
| Заместитель Председателя Правительства Российской Федерации                                                                       | Виктор Хлыстун                                                         |
| Заместитель Председателя Правительства Российской Федерации                                                                       | Владимир Фортов (17 августа 1996 — 17 марта 1997)                      |
| Заместитель Председателя Правительства Российской Федерации                                                                       | Альфред Кох (17 марта 1997 — 13 августа 1997)                          |
| Заместитель Председателя Правительства Российской Федерации                                                                       | Яков Уринсон                                                           |
| Заместитель Председателя Правительства Российской Федерации                                                                       | Фарит Газизуллин                                                       |
| Заместитель Председателя Правительства Российской Федерации                                                                       | Рамазан Абдулатипов (1 августа 1997 — 25 июля 1998)                    |
| Заместитель Председателя Правительства Российской Федерации                                                                       | Максим Бойко (13 августа 1997 — 15 ноября 1997)                        |
| Заместитель Председателя Правительства Российской Федерации                                                                       | Олег Сысуев                                                            |
| Заместитель Председателя Правительства Российской Федерации                                                                       | Иван Рыбкин                                                            |
| Министерство Российской Федерации по атомной энергии                                                                              | Виктор Михайлов (14 августа 1996 — 2 марта 1998)                       |
| Министерство Российской Федерации по атомной энергии                                                                              | Евгений Адамов (c 4 марта 1998)                                        |
| Министр внешних экономических связей Российской Федерации                                                                         | Олег Давыдов (14 августа 1996 — 1 апреля 1997)                         |
| Министр внешних экономических связей и торговли Российской Федерации                                                              | Михаил Фрадков (и. о.) (26 марта 1997 — 16 апреля 1997)                |
| Министр внешних экономических связей и торговли Российской Федерации                                                              | Михаил Фрадков (16 апреля 1997 — 23 марта 1998; и. о. до 25 июля 1998) |
| Министр внутренних дел Российской Федерации                                                                                       | Анатолий Куликов (14 августа 1996 — 23 марта 1998)                     |
| Министр внутренних дел Российской Федерации                                                                                       | Павел Маслов (и. о.) (23 марта 1998 — 30 марта 1998)                   |
| Министр внутренних дел Российской Федерации                                                                                       | Сергей Степашин (с 30 марта 1998)                                      |
| Министр государственного имущества Российской Федерации                                                                           | Максим Бойко (30 сентября 1997 — 15 ноября 1997)                       |
| Министр государственного имущества Российской Федерации                                                                           | Фарит Газизуллин (и. о.) (17 ноября 1997 — 20 декабря 1997)            |
| Министр государственного имущества Российской Федерации                                                                           | Фарит Газизуллин (c 20 декабря 1997)                                   |
| Министр Российской Федерации по делам гражданской обороны, чрезвычайным ситуациям и ликвидации последствий стихийных бедствий     | Сергей Шойгу                                                           |
| Министр Российской Федерации по делам национальностей и федеративным отношениям                                                   | Вячеслав Михайлов                                                      |
| Министр здравоохранения Российской Федерации                                                                                      | Татьяна Дмитриева                                                      |
| Министр иностранных дел Российской Федерации                                                                                      | Евгений Примаков                                                       |
| Министр культуры Российской Федерации                                                                                             | Евгений Сидоров (22 августа 1996 — 28 августа 1997)                    |
| Министр культуры Российской Федерации                                                                                             | Наталья Дементьева (с 28 августа 1997)                                 |
| Министр науки и технологий Российской Федерации                                                                                   | Владимир Фортов (17 марта 1997 — 23 марта 1998; и. о. до 25 июля 1998) |
| Министр обороны Российской Федерации                                                                                              | Игорь Родионов (14 августа 1996 — 22 мая 1997)                         |
| Министр обороны Российской Федерации                                                                                              | Игорь Сергеев (и. о.) (22 мая 1997 — 23 мая 1997)                      |
| Министр обороны Российской Федерации                                                                                              | Игорь Сергеев (с 23 мая 1997)                                          |
| Министр оборонной промышленности Российской Федерации                                                                             | Зиновий Пак (14 августа 1996 — 17 марта 1997)                          |
| Министерство общего и профессионального образования Российской Федерации                                                          | Владимир Кинелёв (14 августа 1996 — 28 февраля 1998)                   |
| Министерство общего и профессионального образования Российской Федерации                                                          | Александр Тихонов (с 2 марта 1998)                                     |
| Министр природных ресурсов Российской Федерации                                                                                   | Виктор Орлов (22 августа 1996 — 23 марта 1998; и. о. до 25 июля 1998)  |
| Министр промышленности Российской Федерации                                                                                       | Юрий Беспалов (22 августа 1996 — 17 марта 1997)                        |
| Министр путей сообщения Российской Федерации                                                                                      | Анатолий Зайцев (22 августа 1996 — 14 апреля 1997)                     |
| Министр путей сообщения Российской Федерации                                                                                      | Николай Аксёненко (с 14 апреля 1997)                                   |
| Министр сельского хозяйства и продовольствия Российской Федерации                                                                 | Виктор Хлыстун                                                         |
| Министр Российской Федерации по сотрудничеству с государствами-участниками Содружества независимых государств                     | Аман Тулеев (22 августа 1996 — 1 июля 1997)                            |
| Министр Российской Федерации по сотрудничеству с государствами-участниками Содружества независимых государств                     | Анатолий Адамишин (1 июля 1997 — 23 марта 1998; и. о. до 25 июля 1998) |
| Министр связи Российской Федерации                                                                                                | Владимир Булгак (14 августа 1996 — 17 марта 1997)                      |
| Министр строительства Российской Федерации                                                                                        | Ефим Басин (14 августа 1996 — 17 марта 1997)                           |
| Министр топлива и энергетики Российской Федерации                                                                                 | Пётр Родионов (22 августа 1996 — 9 апреля 1997)                        |
| Министр топлива и энергетики Российской Федерации                                                                                 | Виктор Отт (и. о.) (10 июля 1997 — 24 апреля 1997)                     |
| Министр топлива и энергетики Российской Федерации                                                                                 | Борис Немцов (24 апреля 1997 — 20 ноября 1997)                         |
| Министр топлива и энергетики Российской Федерации                                                                                 | Сергей Кириенко (20 ноября 1997 — 23 марта 1998)                       |
| Министр топлива и энергетики Российской Федерации                                                                                 | Виктор Отт (и. о.) (с 23 марта 1998)                                   |
| Министр транспорта Российской Федерации                                                                                           | Николай Цах (14 августа 1996 — 28 февраля 1998)                        |
| Министр транспорта Российской Федерации                                                                                           | Сергей Франк (с 2 марта 1998)                                          |
| Министр труда и социального развития Российской Федерации                                                                         | Геннадий Меликьян (14 августа 1996 — 14 апреля 1997)                   |
| Министр труда и социального развития Российской Федерации                                                                         | Олег Сысуев (с 14 апреля 1997)                                         |
| Министр финансов Российской Федерации                                                                                             | Александр Лившиц (14 августа 1996 — 17 марта 1997)                     |
| Министр финансов Российской Федерации                                                                                             | Анатолий Чубайс (17 марта 1997 — 20 ноября 1997)                       |
| Министр финансов Российской Федерации                                                                                             | Михаил Задорнов (с 20 ноября 1997)                                     |
| Министр юстиции Российской Федерации                                                                                              | Валентин Ковалёв (14 августа 1996 — 25 июня 1997, 2 июля 1997)         |
| Министр юстиции Российской Федерации                                                                                              | Сергей Степашин (2 июля 1997 — 30 марта 1998)                          |
| Министр юстиции Российской Федерации                                                                                              | Павел Крашенинников (и. о.) (с 30 марта 1998)                          |
| Министр экономики Российской Федерации                                                                                            | Евгений Ясин (14 августа 1996 — 17 марта 1997)                         |
| Руководитель Аппарата Правительства Российской Федерации (на правах министра)                                                     | Владимир Бабичев                                                       |
| Член Правительства Российской Федерации (министр без портфеля) (курировал экономические вопросы, внутренние и внешние инвестиции) | Евгений Ясин (26 марта 1997 — 23 марта 1998; и. о. до 25 июля 1998)    |